# همت‌آباد (آق‌قلا)
همت‌آباد روستایی در دهستان مزرعه جنوبی بخش وشمگیر شهرستان آق‌قلا استان گلستان ایران است.

## جمعیت
بر پایه سرشماری عمومی نفوس و مسکن در سال ۱۳۹۵ جمعیت این روستا ۱۱۰ نفر (۳۷خانوار) بوده‌است.